# عزلة الجبل (تعز)

تعديل مصدري - تعديل

عزلة الجبل هي إحدى عزل مديرية جبل حبشي في محافظة تعز اليمنية ويبلغ تعداد سكانها 3273 نسمة حسب التعداد السكاني في اليمن لعام 2004.